# Arabella Churchill
Arabella Churchill (23 de febrero de 1648-Londres, 30 de mayo de 1730) fue amante del rey Jacobo II de Inglaterra y madre de cuatro de sus hijos (los cuales llevan por apellido FitzJames, hijos de James).

## Biografía
Arabella fue hija de sir Winston Churchill (un antepasado del primer ministro del mismo nombre) y de Elizabeth Drake. Era además hermana de John Churchill, I duque de Marlborough. La lealtad de los Churchill a la casa real era ardiente y su único sentimiento cuando Arabella logró seducir al futuro rey Jacobo II de Inglaterra parece haber sido una grata sorpresa ya que había alcanzado tan alto pretendiente.
Comenzó una relación con Jacobo, entonces duque de York, alrededor de 1665, mientras él todavía estaba casado con Ana Hyde. Arabella se convirtió en dama de honor de la duquesa de York ese mismo año, y dio a luz a dos hijos durante la vida de Ana. Continuó con Jacobo después del matrimonio de éste con María de Módena en 1673, manteniendo una relación de 10 años durante los cuales le dio cuatro hijos. Algún tiempo después de 1674, se casó con Charles Godfrey y tuvo tres hijos con él. El matrimonio con Charles Godfrey duró 40 años, hasta la muerte de Godfrey en 1714.

## Descendencia
De su relación con Jacobo II tuvo a:
- Henrietta FitzJames (1667-3 de abril de 1730).
- James FitzJames, primer duque de Berwick (1670-1734).
- Henry FitzJames, primer duque de Albemarle (1673-1702).[5]
- Arabella FitzJames (1674-7 de noviembre de 1704), profesó como monja.

Arabella es, a través de Henrietta, antepasada de los condes Spencer (y por lo tanto de Diana, princesa de Gales) y, a través de James, de los duques de Alba.
De su matrimonio con Charles Godfrey, fue madre de:
- Francis Godfrey.
- Elizabeth Godfrey, casada con Edmund Dunch, hijo de Hungerford Dunch.
- Charlotte Godfrey, nacida antes de 1685, se casó con Hugh Boscawen, primer vizconde Falmouth.